# Eduardo Gómez (músico)
Eduardo Hernán Gómez (Buenos Aires, Argentina, 23 de enero de 1931 - Concordia, Entre Ríos, 19 de febrero de 2010), fue un cantante y compositor de música folclórica de Argentina, con registro de bajo. Fue uno de los integrantes originales del grupo Los Trovadores y arreglador del mismo hasta 1967. Luego integró Melipal con Carlos Pino y Héctor Invernizzi, ambos también ex trovadores. Su pasión y sabiduría por la música, le permitieron componer varias piezas para piano en el marco de Música Clásica, una de ellas y la más extensa: "Vértigo Porteño", no pudo ser terminada pero aun así será grabada por la pianista rosarina Alicia Correas en su gira por Europa.
Entre las canciones en las que su canto se destaca especialmente se encuentran Tata Juancho (Los Trovadores del Norte, 1965), "La Lindera" ("Los Trovadores del Norte"), "Sabás" ("Melipal, Luna y Lejanía") y Dale tero, tero dale (Incomparables!!!, 1967). 

## Trayectoria
Eduardo Gómez está considerado como uno de los miembros originales del grupo Los Trovadores del Norte. En realidad Los Trovadores del Norte aparecieron en Rosario a fines de 1956 como conjunto nativo orquestal-coral integrado por numerosos miembros, a iniciativa de Bernardo Rubin y su hermano. En 1959 el grupo adoptó la forma de un quinteto vocal integrado por Bernardo Rubin, Francisco Romero, Carlos José Pino, Enrique Garea y Yolanda Pedernera, que participa en el 7º Encuentro Mundial de Juventudes por la Paz, realizado en Viena.
Al regresar y ya en 1960, Garea y Pedernera se retiraron del grupo e ingresaron Sergio José Ferrer y Eduardo Gómez. Con esta formación Los Trovadores del Norte grabaron tres álbumes y obtuvieron en 1963 el Premio Revelación en el Festival de Cosquín con el rasguido doble "Puente Pexoa", su primer éxito.
En 1964 el grupo se separó, quedando Rubin con la propiedad del nombre Los Trovadores del Norte, mientras que el resto de los miembros continuaron bajo el nombre de Los Trovadores. Gómez se mantuvo en el grupo hasta 1967.
En 1983, integró junto a Carlos Pino el grupo Melipal, con el que grabó dos álbumes. 
En 1996, cuatro de los cinco integrantes de 1964 (Carlos Pino, Eduardo Gómez, Sergio Ferrer y Héctor Anzorena), a los que se sumó Eduardo Impellizieri en reemplazo de Romero, reconstituyeron la formación inicial con el nombre de Los Originales Trovadores con el fin de presentarse en la edición del Festival de Cosquín del año entrante. Infortunadamente, el 1 de diciembre de 1996, falleció Sergio Ferrer. El grupo convocó entonces a Eduardo Catena y con esa formación se presentaron en Cosquín interpretando "El Paraná en una zamba".
El maestro Eduardo Hernán Gómez fue el "creador" de Los Trovadores del Norte, luego Los Trovadores. Fue el responsable de ese sonido maravilloso, de armonías inolvidables, que quedaron en la historia de nuestra música popular de raíz folclórica. El sábado 30 de enero de 2010, recibió en el Cosquín 50°, la inolvidable ovación del público en una actuación histórica que sería su despedida de ese escenario.
En 1997 falleció también Héctor Anzorena, reemplazado entonces por Gustavo Gentile. Con esta última formación grabaron en 1998 el álbum El regreso del canto, él último grabado por este grupo, en la variedad de todas sus formaciones.

## Obra

### Álbumes

#### Con Los Trovadores
1. Los Trovadores del Norte, como Los Trovadores del Norte, Stentor, 1961
2. Puente Pexoa, como Los Trovadores del Norte, CBS, 1964
3. Los Trovadores del Norte, como Los Trovadores del Norte, CBS, 1965
4. Los Auténticos Trovadores, como Los Auténticos Trovadores, CBS, 1966
5. Incomparables!!!, como Los Trovadores, CBS, 1967
6. Los oficios del Pedro Changa con Armando Tejada Gómez, CBS, 1967.
7. El regreso del canto, como Los Originales Trovadores, Melopea, 1998

#### Con Melipal
1. Luna y lejanía, 1983
2. Volumen 2, 1984